# William Gaddis

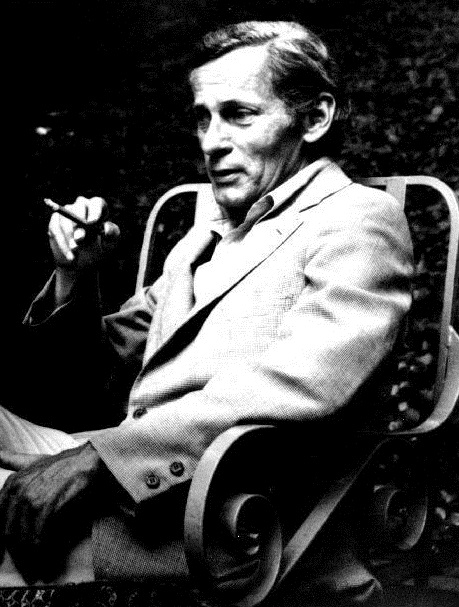
William Gaddis, 1975

William Thomas Gaddis (New York, 29 december 1922 - East Hampton, 16 december 1998) was een Amerikaans schrijver.

## Leven
Gaddis’ ouders scheidden toen hij 3 was en hij werd vervolgens opgevoed door zijn moeder, op Long Island. Na High School ging Gaddis in 1941 literatuur studeren aan de Harvard Universiteit, maar na vier jaar werd hij van de opleiding verwijderd vanwege slecht gedrag. Vervolgens ging hij werken als journalist voor The New Yorker en later ook als documentairemaker voor de US Army.
Met zijn lange en complexe encyclopedische debuutroman The Recognitions (1955), ontpopte Gaddis zich als een origineel en experimenteel prozaschrijver. Belangrijkste thema van het boek is nabootsing, schijn en vervalsing, waarbij de Nederlander Han van Meegeren een belangrijke inspiratiebron vormde voor Gaddis. Enerzijds herinnert The Recognitions zowel technisch als thematisch nadrukkelijk aan James Joyce, anderzijds loopt het ook vooruit op het antropische wereldbeeld van Thomas Pynchons Gravity Rainbow.
J R (1975), zijn tweede roman, is even gigantisch en experimenteel als The Recognitions. Het boek bestaat geheel uit gespreksflarden die op haast kakofonische wijze het verhaal schetsen van de schooljongen JR die via telefoongesprekken en brieven een virtuele onderneming uit de grond stampt, die op een gegeven moment zelfs werkelijk in concurrentie komt met de grote zakenwereld.
In 1976 won Gaddis voor J R de National Book Award in de categorie fictie, en in 1994 nogmaals voor A Frolic of His Own. Gaddis wordt door bewonderaars beschouwd als een der grootste schrijvers van de twintigste eeuw, maar mede door de complexiteit van zijn werk en zijn beperkte productie heeft hij bij het grote publiek uiteindelijk nooit breed aandacht gekregen.